# Juan J. Comas
Juan José Comas (Buenos Aires, 11 de agosto de 1881- ib., 3 de enero de 1932) fue un militar , gobernador del Territorio Nacional de Formosa entre 1916 y 1921.

## Biografía
Nació el 11 de agosto de 1881 en Buenos Aires, se unió al Ejército Argentino en 1904.
Viajó e hizo expediciones contra el indio en Formosa.
En 1915 fue nombrado teniente coronel por el gobernador Juan José Silva.
Asumió en 1916 como gobernador de Formosa. Durante su mandato se perpetró la llamada 'masacre de Fortín Yunká,  el 19 de marzo de 1919, en lo que hoy es Fortín Sargento Primero Leyes, en el centronorte de la provincia de Formosa Según evaluaciones posteriores, alrededor de 120 familias indígenas (unas 700 personas) fueron «masacradas por una tropa enfurecida». Durante su mandato se sucederían masacres contra los pueblos Qom, Pilagá, Wichí, Moqoit, Nivaclé, Chulupí, Tonocoté, Chané y Tapieté, resultando centenares de indígenas masacrados y sus tierras apropiadas.
En 1923 se retiró de la vida política y viajó a Santa Fe y luego a Buenos Aires donde falleció el 3 de enero de 1932.